# Roman IV Diogenes
Roman IV Diogenes (ur. ok. 1020, zm. 4 sierpnia 1072) – cesarz bizantyjski od 1067 do 1071. 

## Życiorys

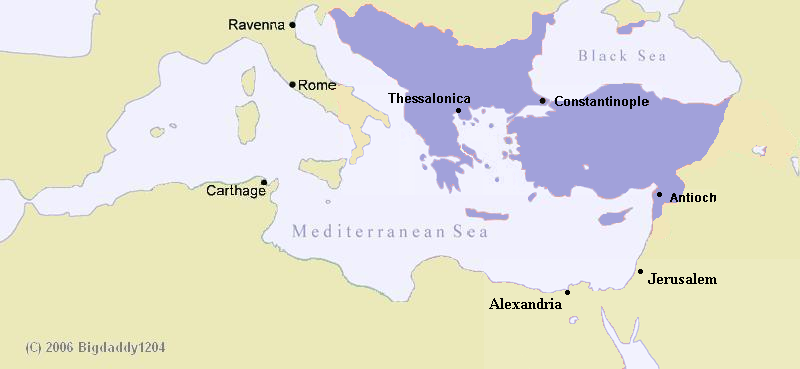
Cesarstwo bizantyńskie w roku 1071.

W 1071 na czele 40 000 żołnierzy chciał powstrzymać w Armenii atak Turków Seldżuckich na Azję Mniejszą. Przegrał w bitwie pod Mantzikert (26 sierpnia) na skutek zdrady Jana Dukasa i wybuchu paniki. W konsekwencji Turcy opanowali znaczną część Anatolii, a ludność pochodzenia greckiego, która pozostała i nie uciekła na zachód – wymordowali. Zwolniony z niewoli pod warunkiem, że zrzeknie się roszczeń do Armenii, zapłaci okup, i będzie wspierać sułtana w przyszłości, został uznany za rebelianta przez frakcję Dukasów, która tymczasem przejęła władzę. Przegrał wojnę domową, która wybuchła i po poddaniu się został oślepiony na rozkaz cesarza. Zmarł niedługo później w klasztorze w 1072.

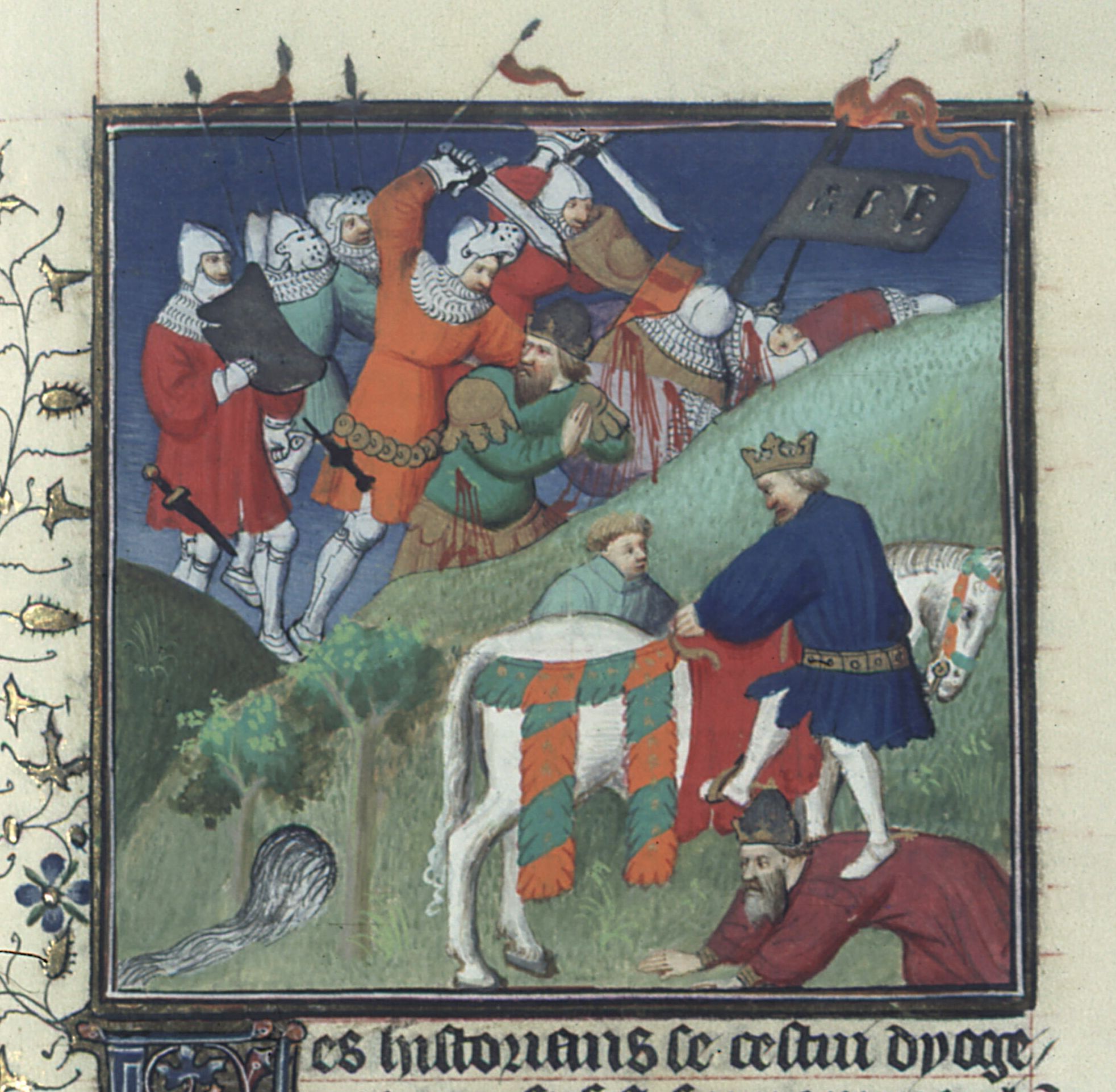
Bitwa pod Manzikertem (XV-wieczna miniatura francuska)